# Yeni Malatya Spor Kulübü
Lo Yeni Malatya Spor Kulübü (turco per Nuovo Club Sportivo Malatya), noto come Yeni Malatyaspor, è una società calcistica turca di Malatya. Milita nella TFF 1. Lig, la seconda serie del campionato turco. I colori sociali sono il giallo e il nero.
Il club gioca le gare casalinghe allo stadio nuovo di Malatya, impianto da 25 574 posti aperto nel 2017. In precedenza era di scena allo stadio Malatya İnönü, che prima della demolizione, avvenuta nel novembre 2018, aveva una capienza di 13 000 posti a sedere.

## Storia
Fondata nel 1986 a Malatya con il nome di Malatya Beledıyespor (Malatya B.S.), assunse come colori sociali il verde e l'arancione.
Un decennio più tardi la squadra conobbe una rapida ascesa, passando dalle categorie dilettantistiche alla promozione in 3. Lig alla fine della stagione 1997-1998 e poi alla promozione in 2. Lig, la terza serie nazionale, alla fine della stagione 1998-1999. Tra il 1999 e il 2001 il Malatya subì, tuttavia, due retrocessioni consecutive, passando dalla 2. Lig alla lega amatoriale.
Dopo la promozione in 3. Lig, la quarta serie, alla fine della stagione 2006-2007, seguirono stagioni altalenanti fra la 3. Lig e la 2. Lig, categoria in cui la squadra tornò una prima volta già nel 2007-2008, grazie al secondo posto ottenuto nel girone di appartenenza della quarta serie, per poi subire un'altra retrocessione immediata.
Nella stagione 2009-2010 la squadra cambiò nome in Yeni Malatya Spor Kulübü (letteralmente Nuovo club sportivo Malatya). Nel maggio 2012 la società ratificò in un'assemblea dei soci il cambio di denominazione in Malatya Football Club, ma la decisione non fu approvata dalla federcalcio turca a causa dei rigidi criteri della UEFA, così la società decise di mantenere il nome attuale.
Vinto il campionato di 2. Lig (gruppo bianco) nel 2014-2015, la squadra ottenne la promozione in 1. Lig, la seconda serie turca, per la prima volta nella propria storia.
Il 23 dicembre 2015 il nome della squadra divenne Alima Yeni Malatyaspor in seguito alla stipula di un contratto di sponsorizzazione; il club tornò a chiamarsi Yeni Malatyaspor dopo la conclusione dell'accordo con Alima nel 2016. Il 30 novembre 2016 il club fu ridenominato Evkur Yeni Malatyaspor, secondo un nuovo accordo di sponsorizzazione.
Nella stagione 2016-2017, grazie al secondo posto in campionato, lo Yeni Malatyaspor allenato da İrfan Buz fu promosso per la prima volta in Süper Lig, la massima serie turca. Nell'annata seguente ottenne una comoda salvezza, mentre nel 2018-2019 conseguì il quinto posto finale, valido per la qualificazione all'Europa League, oltre a raggiungere le semifinali in Coppa di Turchia. La prima esperienza del club turco nelle coppe europee, nello specifico nell'Europa League 2019-2020, vide lo Yeni Malatyaspor eliminare l'Olimpia Lubiana al secondo turno e si chiuse al terzo turno contro i serbi del Partizan. Il club incappò sul campo in una nuova retrocessione in TFF 1. Lig dopo l'ultima giornata del campionato 2019-2020, declassamento scongiurato grazie all'annullamento delle retrocessioni voluto dalla federazione, una misura di sollievo dai disagi dovuti alla pandemia di COVID-19. Due anni dopo la squadra, piazzatasi ultima in massima divisione, retrocesse in seconda serie.
A seguito del terremoto in Turchia e Siria del 6 febbraio 2023, in cui perse la vita il portiere di riserva Ahmet Eyüp Türkaslan, la squadra decise di ritirarsi dal campionato e nel 2023-2024 ripartì dalla seconda divisione ma dopo poche settimane decide nuovamente di ritirarsi, sempre a causa del terremoto.

## Organico

### Rosa 2023-2024
Aggiornata al 21 novembre 2023.
| N. |                    | Ruolo | Calciatore      |
| -- | ------------------ | ----- | --------------- |
|    | Turchia (bandiera) | P     | Enes Salik      |
|    | Turchia (bandiera) | C     | Berat Mert      |
|    | Turchia (bandiera) | C     | Kerem Altunisik |

| N. |                    | Ruolo | Calciatore    |
| -- | ------------------ | ----- | ------------- |
|    | Turchia (bandiera) | C     | Burak Efe Yaz |
|    | Turchia (bandiera) | C     | Umut Tanis    |
|    | Turchia (bandiera) | C     | Eray Sisman   |

## Rose degli anni precedenti

### Rosa 2022-2023
Aggiornata all'8 settembre 2022.
| N. |                    | Ruolo | Calciatore           |
| -- | ------------------ | ----- | -------------------- |
| 1  | Turchia (bandiera) | P     | Abdulsamed Damlu     |
| 2  | Turchia (bandiera) | D     | Yiğit Ulaş           |
| 3  | Ghana (bandiera)   | D     | Philip Gameli Awuku  |
| 4  | Turchia (bandiera) | D     | Alperen Arslan       |
| 5  | Turchia (bandiera) | D     | Arda Şengül          |
| 6  | Turchia (bandiera) | C     | Rahman Buğra Çağıran |
| 7  | Turchia (bandiera) | A     | Doğukan Emeksiz      |
| 8  | Turchia (bandiera) | C     | Ogün Özçiçek         |
| 9  | Turchia (bandiera) | A     | Yakup Alkan          |
| 10 | Turchia (bandiera) | C     | Fatih Aydın          |
| 11 | Mali (bandiera)    | A     | Aly Mallé            |
| 14 | Turchia (bandiera) | P     | Ahmet Eyüp Türkaslan |
| 17 | Turchia (bandiera) | A     | Hüseyin Ekici        |
| 18 | Turchia (bandiera) | C     | Enes Savucu          |

| N. |                    | Ruolo | Calciatore          |
| -- | ------------------ | ----- | ------------------- |
| 19 | Ghana (bandiera)   | A     | Haqi Osman          |
| 20 | Turchia (bandiera) | A     | Cengizhan Akgün     |
| 21 | Turchia (bandiera) | P     | Oytun Özdoğan       |
| 22 | Turchia (bandiera) | D     | Barış Başdaş        |
| 27 | Turchia (bandiera) | D     | Erşan Yaşa          |
| 29 | Turchia (bandiera) | C     | Berat Mert          |
| 54 | Turchia (bandiera) | C     | Atakan Müjde        |
| 55 | Turchia (bandiera) | D     | Emircan Bayrakdar   |
| 61 | Turchia (bandiera) | D     | Taha Gür            |
| 66 | Burundi (bandiera) | C     | Jospin Nshimirimana |
| 77 | Turchia (bandiera) | C     | Mert Miraç Altıntaş |
| 85 | Turchia (bandiera) | C     | Kerem Altunışık     |
| 88 | Turchia (bandiera) | C     | Berat Yaman         |
| 99 | Turchia (bandiera) | D     | Burak Kavlak        |

### Rosa 2021-2022
Aggiornata al 10 giugno 2022.
| N. |                      | Ruolo | Calciatore          |
| -- | -------------------- | ----- | ------------------- |
| 1  | Turchia (bandiera)   | P     | Murat Akşit         |
| 3  | Ghana (bandiera)     | D     | Philip Gameli Awuku |
| 4  | Argentina (bandiera) | D     | Gastón Campi        |
| 6  | Turchia (bandiera)   | C     | Rahman Çağıran      |
| 7  | Turchia (bandiera)   | A     | Mustafa Eskihellaç  |
| 11 | Gabon (bandiera)     | C     | Didier N'Dong       |
| 13 | Turchia (bandiera)   | P     | Oytun Özdogan       |
| 14 | Scozia (bandiera)    | C     | Stevie Mallan       |
| 15 | Burundi (bandiera)   | D     | Eric Ndizeye        |
| 16 | Turchia (bandiera)   | D     | Sadık Çiftpınar     |
| 17 | Turchia (bandiera)   | D     | Mert Örnek          |
| 19 | Ghana (bandiera)     | A     | Haqi Osman          |
| 21 | Turchia (bandiera)   | C     | Nuri Fatih Aydin    |
| 22 | Turchia (bandiera)   | P     | Abdulsamed Damlu    |

| N. |                    | Ruolo | Calciatore             |
| -- | ------------------ | ----- | ---------------------- |
| 24 | Nigeria (bandiera) | C     | Okechukwu Azubuike     |
| 25 | Turchia (bandiera) | P     | Ertaç Özbir            |
| 28 | Turchia (bandiera) | D     | Barış Başdaş           |
| 30 | Ghana (bandiera)   | A     | Benjamin Tetteh        |
| 34 | Ghana (bandiera)   | C     | Godfred Donsah         |
| 45 | Egitto (bandiera)  | D     | Karim Hafez            |
| 54 | Turchia (bandiera) | C     | Atakan Müjde           |
| 66 | Burundi (bandiera) | C     | Jospin Nshimirimana    |
| 70 | Turchia (bandiera) | D     | Ersan Yasa             |
| 74 | Turchia (bandiera) | C     | Berat Yaman            |
| 77 | Turchia (bandiera) | C     | Mert Miraç Altıntaş    |
| 80 | Turchia (bandiera) | D     | Muhammed Emin Sarıkaya |
| 99 | Turchia (bandiera) | P     | Ahmet Eyüp Türkaslan   |

### Rosa 2018-2019
Aggiornata al 31 gennaio 2019.
| N. |                        | Ruolo | Calciatore      |
| -- | ---------------------- | ----- | --------------- |
| 6  | Brasile (bandiera)     | C     | Guilherme       |
| 7  | Turchia (bandiera)     | A     | Ömer Şişmanoğlu |
| 8  | Turchia (bandiera)     | C     | Murat Yıldırım  |
| 10 | Turchia (bandiera)     | A     | Adem Büyük      |
| 11 | Turchia (bandiera)     | A     | Eren Tozlu      |
| 17 | Francia (bandiera)     | C     | Michaël Pereira |
| 18 | Nigeria (bandiera)     | D     | Muenfuh Sincere |
| 19 | Turchia (bandiera)     | C     | Ahmed Ildız     |
| 20 | Paesi Bassi (bandiera) | C     | Mitchell Donald |
| 21 | Turchia (bandiera)     | C     | İkbal İpek      |
| 24 | Turchia (bandiera)     | C     | Barış Alıcı     |
| 25 | Turchia (bandiera)     | P     | Ertac Özbir     |
| 28 | Turchia (bandiera)     | D     | Murat Akça      |

| N. |                           | Ruolo | Calciatore       |
| -- | ------------------------- | ----- | ---------------- |
| 29 | Marocco (bandiera)        | D     | Issam Chebake    |
| 30 | Benin (bandiera)          | P     | Fabien Farnolle  |
| 35 | Turchia (bandiera)        | P     | Abdulsamet Damlu |
| 39 | Turchia (bandiera)        | D     | Erkan Kaş        |
| 44 | Ecuador (bandiera)        | D     | Arturo Mina      |
| 47 | Francia (bandiera)        | A     | Aboubakar Kamara |
| 70 | Ghana (bandiera)          | C     | Sulley Muniru    |
| 77 | Turchia (bandiera)        | D     | Rahman Çağıran   |
| 87 | Senegal (bandiera)        | C     | Issiar Dia       |
| 98 | Germania (bandiera)       | C     | Berkan Durdu     |
| 99 | Rep. del Congo (bandiera) | A     | Thievy Bifouma   |
|    | Turchia (bandiera)        | D     | Yiğithan Güveli  |

### Rosa 2017-2018
Aggiornata al 31 gennaio 2018.
| N. |                        | Ruolo | Calciatore      |
| -- | ---------------------- | ----- | --------------- |
| 4  | Turchia (bandiera)     | D     | Gökhan Akkan    |
| 7  | Francia (bandiera)     | C     | Michaël Pereira |
| 8  | Paesi Bassi (bandiera) | C     | Murat Yıldırım  |
| 9  | Marocco (bandiera)     | A     | Khalid Boutaïb  |
| 10 | Paesi Bassi (bandiera) | C     | Nacer Barazite  |
| 11 | Turchia (bandiera)     | C     | Eren Tozlu      |
| 16 | Turchia (bandiera)     | D     | Sadık Çiftpınar |
| 18 | Nigeria (bandiera)     | D     | Muenfuh Sincere |
| 21 | Turchia (bandiera)     | A     | Adem Büyük      |
| 22 | Francia (bandiera)     | D     | Aly Cissokho    |
| 25 | Turchia (bandiera)     | P     | Ertac Özbir     |
| 27 | Marocco (bandiera)     | D     | Issam Chebake   |

| N. |                      | Ruolo | Calciatore         |
| -- | -------------------- | ----- | ------------------ |
| 30 | Benin (bandiera)     | P     | Fabien Farnolle    |
| 35 | Turchia (bandiera)   | C     | Aytaç Kara         |
| 37 | Ecuador (bandiera)   | D     | Arturo Mina        |
| 47 | Turchia (bandiera)   | A     | Berk Yıldız        |
| 77 | Turchia (bandiera)   | D     | Buğra Çağıran      |
| 87 | Senegal (bandiera)   | C     | Issiar Dia         |
| 88 | Argentina (bandiera) | C     | Emanuel Dening     |
| 90 | Guinea (bandiera)    | C     | Sadio Diallo       |
| 97 | Turchia (bandiera)   | C     | Mustafa Eskihellaç |
|    | Brasile (bandiera)   | D     | Dória              |
|    | Turchia (bandiera)   | C     | İsmail Öztürk      |
|    | Brasile (bandiera)   | A     | Gilberto           |

## Palmarès

### Competizioni nazionali
- TFF 2. Lig: 1

2014-2015 (gruppo bianco)
- TFF 3. Lig: 2

1998-1999, 2009-2010

### Altri piazzamenti
- Coppa di Turchia:

Semifinalista: 2018-2019
- TFF 1. Lig:

Secondo posto: 2016-2017
- TFF 2. Lig:

Terzo posto: 2012-2013 (gruppo bianco)